# 요한 바카요코
생시르 요안 바카요코 (Saint-Cyr Johan Bakayoko, 2003년 4월 20일 ~ )는 벨기에의 축구 선수이며, 현재 독일 분데스리가의 RB 라이프치히에서 윙어 또는 공격수로 뛰고 있다.